# Золоті ворота (Єрусалим)
Золоті ворота (івр. שער הרחמים, Sha'ar HaRachamim — ворота милосердя) — одні з восьми воріт стіни старого міста Єрусалима побудовані у 1538 році Сулейманом Пишним, у часи створення оборонної стіни навколо міста. 

## Місцезнаходження воріт
Ворота знаходяться у східній частині міста південніше Левових воріт старого міста Єрусалиму. Золоті ворота єдині ворота у стіні міста, що мають вести до Храмової гори. Багато оздоблений архівольт воріт зберігся від часів візантійського імператора Іраклія, та був присвячений Воздвиженню Хреста Господнього та відвоюванню міста у сасанідів 630 року.

## Традиція та історія воріт
За християнською традицією Ісус Христос вступив у місто через ці ворота. Наприкінці Юдейської війни у 70 році Єрусалим був зруйнований. У часи хрестоносців  Золоті ворота відкривали лише двічі на рік: для свят Входу Господнього у Єрусалим та Воздвиження Хреста Господнього. У 1537–1541 роках Сулейман I Пишний відбудував стіни та ворота міста. При відбудові орієнтувались на залишки старих мурів міста. Золоті ворота після відбудови за наказом Сулеймана I було замуровано. Закриття воріт інтерпретують як запобігання приходу Месії, який за юдейською традицією «наприкінці всіх днів» має пройти через ці ворота у місто. Проте більш практичною стороною закриття цих воріт слугувало для недопущення проходу до Храмової гори. Цьому служить також і розташування поряд мусульманського кладовища.

## Галерея

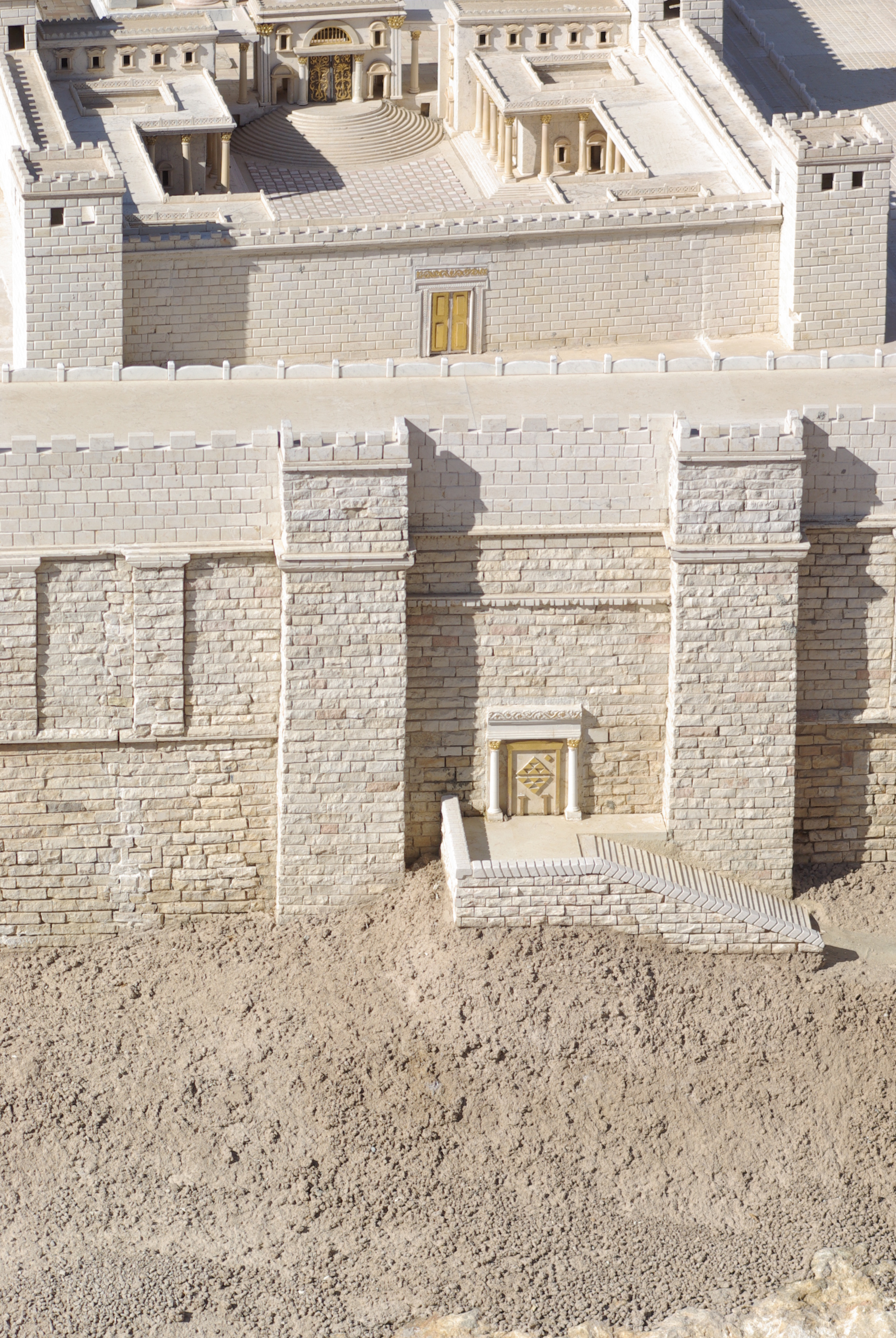
Золоті ворота часів Ісуса Христа (модель)
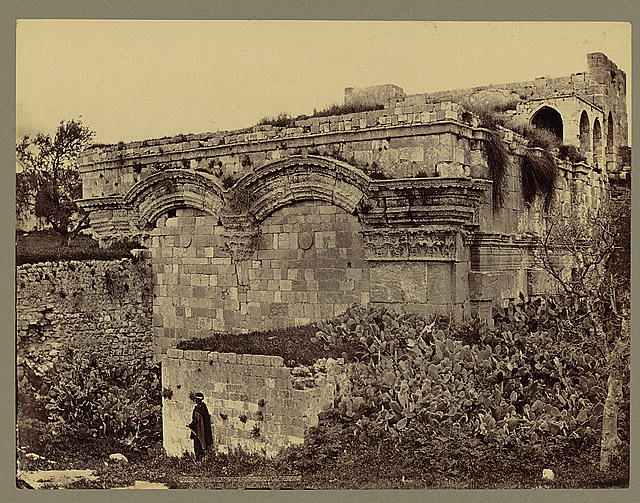
Золоті ворота (1860)
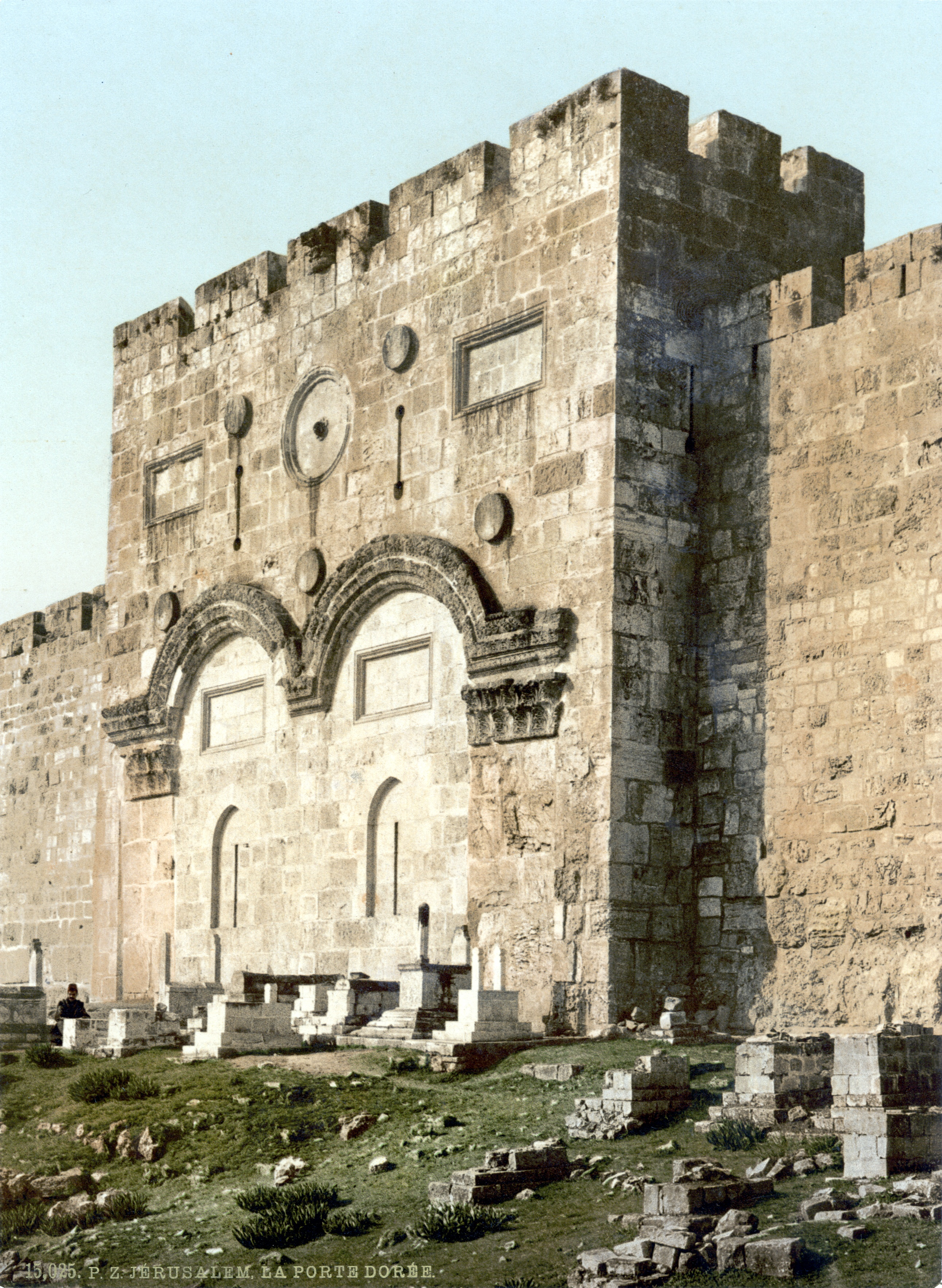
Золоті ворота (1900)